# Championnat de Slovaquie de football 1939-1940
Navigation
Saison suivante Saison suivante
La saison 1939-1940 du Championnat de République slovaque de football est la deuxième édition du championnat de première division en République slovaque. Les douze meilleurs clubs du pays se retrouvent au sein d'une poule unique où les formations s'affrontent deux fois, à domicile et à l'extérieur. À l'issue du championnat, les deux derniers du classement sont relégués et remplacés par les deux meilleurs clubs de deuxième division.
C'est le club du SK Bratislava qui termine en tête du classement du championnat, avec quatre points d'avance sur le tenant du titre, l'AC Považská Bystrica. C'est le premier titre de champion de République slovaque de l'histoire du club.

## Les clubs participants
| - AC Považská Bystrica - SK Bratislava - MSK Zilina - TSS Trnava - TTS Trencin - FC Vrutky - Promu de II. Liga | - ZTK Zvolen - SK Slavia Presov - AC Spišská Nová Ves - TS Topolcany - VAS Bratislava - Promu de II. Liga - SK Banska Bystrica - Promu de II. Liga |

## Compétition

### Classement
Le barème utilisé pour établir le classement est le suivant :
- Victoire : 2 points
- Match nul : 1 point
- Défaite : 0 point

| Rang | Équipe                   | Pts | J  | G  | N | P  | Bp  | Bc | Diff |
| ---- | ------------------------ | --- | -- | -- | - | -- | --- | -- | ---- |
| 1    | SK Bratislava            | 37  | 22 | 18 | 1 | 3  | 100 | 22 | +78  |
| 2    | AC Považská Bystrica (T) | 33  | 22 | 15 | 3 | 4  | 76  | 29 | +47  |
| 3    | MŠK Žilina               | 28  | 22 | 13 | 2 | 7  | 50  | 36 | +14  |
| 4    | TSS Trnava               | 23  | 22 | 9  | 5 | 8  | 41  | 47 | -6   |
| 5    | FC Vrutky (P)            | 21  | 22 | 10 | 1 | 11 | 47  | 44 | +3   |
| 6    | SK Slavia Presov         | 21  | 22 | 9  | 3 | 10 | 59  | 68 | -9   |
| 7    | ZTK Zvolen               | 21  | 22 | 7  | 7 | 8  | 46  | 58 | -12  |
| 8    | TTS Trenčín              | 18  | 22 | 7  | 4 | 11 | 43  | 42 | +1   |
| 9    | VAS Bratislava (P)       | 18  | 22 | 8  | 2 | 12 | 39  | 74 | -35  |
| 10   | AC Spišská Nová Ves      | 16  | 22 | 6  | 4 | 12 | 41  | 69 | -28  |
| 11   | TS Topolcany             | 16  | 22 | 7  | 2 | 13 | 32  | 54 | -22  |
| 12   | SK Banská Bystrica (P)   | 12  | 22 | 5  | 2 | 15 | 30  | 61 | -31  |

|  | Champion de République slovaque 1939-1940            |
|  | Relégation directe en deuxième division              |
|  | (T) Tenant du titre (P) : Promu de deuxième division |

## Bilan de la saison
| Championnat de République slovaque de football 1939-1940 |                           |
| Champion                                                 | SK Bratislava (1er titre) |
| Coupes et trophées                                       |                           |
| Vainqueur de la Coupe de République slovaque 1939-1940   | Non disputée              |
| Promotions et relégations                                |                           |
| Promus en I. Liga                                        | DSK Bratislava            |
| Promus en I. Liga                                        | MFK Ružomberok            |
| Relégués en II. Liga                                     | TS Topolcany              |
| Relégués en II. Liga                                     | SK Banská Bystrica        |